# Die – oder keine
Die – oder keine ist ein Gesangs- und Liebesfilm aus dem Jahr 1932 mit Gitta Alpár, Max Hansen und Ferdinand von Alten in den Hauptrollen.

## Handlung
Eva fährt mit ihrem Cabriolet durch Berlin. Ihr Hündchen hüpft aus dem Auto, Prinz Michael bringt es ihr zurück. – Da der alte Fürst von Marana die Nachfolge klären will, will Michael nach Hause zurückkehren. Aber dann sieht er in der Zeitung, dass die Dame mit dem Hündchen die berühmte Sängerin Eva gewesen ist. Er beschließt daher, nicht eher abzureisen, bevor er Eva singen gehört hat. Während der Opernaufführung La Traviata, in der Eva einige Arien singt, sieht Michael, dass sein Vetter Prinz Wenzel ebenfalls unter den Zuschauern ist. – Man trifft sich anschließend bei Eva in ihrer Villa, um ihren Abschied zu feiern. Der Bankier Ravel will die Ölquellen des Fürstentums in seine Hand bekommen und verspricht Eva, dafür ihren Wenzel zum Nachfolger des alten Fürsten zu machen. Wenzel, der sich als „Maier“ ausgibt, erscheint. Auch Michael erscheint dort, gibt sich ebenfalls als „Maier“ aus.
Montalon bekommt ein Telegramm, dass der Fürst verstorben ist. Ravel arrangiert einen Flug und Wenzel fliegt mit dem Prinzen schnell zurück ins Fürstentum, wo dieser sofort die Regierung übernimmt und die Grenze schließen lässt.
Evas Truppe kann nicht ohne sie abreisen. Eva und Michael fahren jedoch mit ihrem Sportwagen durch die Gegend, singen dabei „Wir sind jung, und uns gehört das Leben …“. Montalon sucht und findet Michael bei Eva: sie erfährt, dass dieser „Maier“ Prinz Michael ist. Der Auftritt in Wien wird gestrichen, die Schauspieltruppe reist direkt in die Hauptstadt von Marana, im Film durch Dubrovnik dargestellt, und nimmt dabei Michael mit.
Bei Ankunft in Marana haben die Sänger der Truppe beim an Land gehen die Möglichkeit, sich als Sänger zu präsentieren. Michael muss sehen, dass er erst einmal untertaucht. Nachdem Eva sich von Wenzel ins Schloss führen lässt, beginnen die Feierlichkeiten zur Inthronisierung Wenzels. Es kommt dann zu einigen Verwicklungen, die zur Festsetzung von Eva und Michael führen.
Aber als Ravel für Wenzel zum Volk reden will, reißt Eva das Fenster auf, beginnt zu singen und begeistert alle für Michael, der schließlich auf freien Fuß gesetzt wird. Unter dem Jubel des Volkes fliegt Eva ihm in die Arme.

## Hintergrund
Zur Einführung wird das Berlin der dreißiger Jahre mit Brandenburger Tor und dem Potsdamer Platz, erkennbar an der fünfseitigen Ampel über der Kreuzung, gezeigt. Berlin war ja damals eine der größten Städte Europas.
Michael gerät während der Oper-Aufführung etwas slapstickhaft auf die Bühne, kann Eva zulächeln, bevor er wieder hinter den Vorhang muss. Bei Evas Empfang danach hört man die gerade berühmt gewordenen Comedian Harmonists mit einem Lied auf „Herrn Maier“.
Das Schloss der Marana ist außen und innen aufwändig in Mischung aus Barock und modernen Komponenten als Filmkulisse errichtet.